# Estación Abipones
Abipones es una estación de ferrocarril ubicada en la localidad de Colonia Silva, Departamento San Justo, provincia de Santa Fe, Argentina
La estación fue habilitada en 1900 por el Ferrocarril Provincial de Santa Fe.

## Servicios
Era una de las estaciones intermedias del Ramal F del Ferrocarril General Belgrano.